# Хандеський султанат
Хандеський султанат — держава, що існувала у 1399–1601 роках в Центральній Індії. Утворилася з початком занепаду Делійського султанату. Керувалася династією Фарукі. Протягом свого існування султани Хандешу вели тривалі війни з володарями Гуджарату, Малави і Берару. У 1601 році було підкорено могольським падишахом Акбаром.

## Історія
Основу володінням майбутнього султанату було покладено у 1370-х роках, коли військовик Мірза Ахмад-хан Раджа, що 1365 року втік з Бахманідського султанату, отримав від Фіроз Шах Туґхлака, делійського султану, у володіння області біля Талнера і Каранда з посаду сіпа-салар (намісник). Згодом цей регіон здобув назву «Хандеш», тобто земля ханів. Свій рід Мірза Ахмад виводів від халіфа Омара аль Фарука, тому увесь рід став називатися Фарукі. З послабленням Делійського султанату Мірза Ахмад у 1382 році став практично самостійним володарем, вступаючи в союзі та війни із сусідами, значно розширивши володіння та встановивши зверхність над державою гондів Гарха. У 1390-х роках володарі Хандешу зазнали поразки від Гуджаратського султанату.
Відновлення після війн з Гуджарат затягнулося, тому лише у 1399 році Хандеш стає повністю незалежним від Делі. Водночас правителі приймають титул султана. З цього моменту починається історія існування незалежної держави Хандеський султанат. У 1400-1417-х роках розпочався розгардіяж в державі, що сприяло втручанню у справи Хандеша Малавського султанату. Втім завдяки зусиллям Насір-хана владу султана було відновлено над основними областями. Водночас укладено договір з султаном Малави проти Гуджарату. Втім в цей час Насір-хан фактично визнав зверхність Малави. З цього моменту починається війна з Гуджаратом, що завершується поразкою Хандеша та його союзника Малави. В результаті Хандеський султанат визнав зверхність Гуджарату.
За цих обставин починається зближення з Бахманідським султанатом. У 1429-1430-х роках в союзі з Бахмані султан Хандешу спробував відвоювати у Гуджарату втрачені землі, проте зазнав поразки. В середині 1430-х років з огляду на початок послаблення султанів Бахмані Хандеш вирішив спрямувати військові зусилля на південь. В союзі з царством Гарха було розпочато війну проти бахманідського султанату, проте також невдало: хандеське військо зазнало нищівної поразки, більшу частину султанату Хандеш було сплюндровано ворогом.
Поразки від Гуджараті та Бахмані призвели до послаблення Хандешу, в якому розпочалася боротьба за владу. При цьому тамтешні султани підтвердили залежність від Гуджарату. З початку 1440-х років правителі зосередили увагу на відновленні внутрішньої моці держави, здійснювали лише превентивні військові походи.
Відновлення потуги відбувається у середині 1450-х років завдяки діяльності султана Міран Аділ-хана II, коли знову було підкорено царства гондів Гарха і Деогарх, а потім уся область Джаркханд. На честь цього султан додав до основного титул «Володар Джаркханду». Проте спроба позбавитися від залежності від Гуджарату у 1498 році призвела до війни, в якій Хандеш зазнав нової поразки. Це спричинило новий занепад Хандешу.
Протягом 1500—1510 років велася невдала війна проти Ахмеднагарського султанату. Разом з тим при дворі володарів посилилися інтриги та боротьба за трон. В результаті послаблений Хандеський султанат вимушений був також визнати зверхність Малавського султанату. У 1509—1510 роках точилася запекла боротьба за трон, в яку втрутилися султанати Ахмеднагару, Берару і Гуджарату. Зрештою переміг претендент останнього. Протягом 1510-х років залежність Хандешу від Гуджаратського султанату настільки посилилася, що не обмежувалася сплатою данини, хандеські війська у 1520-1530-х роках вимушені були брати участь у військових кампаніях Гуджарату проти раджпутського князівства Мевар та Малавського султанату. У 1528 році в союзіз Гуджаратом та Бераром успішно діяв проти Ахмеднагарського султанату.
З середині 1530-х років Хандеський султанат стикнувся з прооуванням до центральної Індії військ Великих Моголів. Втім останні лише завдали потужного удару по ворогам та сюзерену Хандеша — раджпутам, Гуджаратському і Малавському султанатам. У 1535 році хандеський султан Міран Мухаммад-шах I захопив значну частину Малавського султанату, після цього у 1537 році намагався скористатися смертю Бахадур-шаха, султана Гуджарату, задля захоплення земель останнього. Проте смерть Міран Мухаммад Шаха завадила цьому.
В середині 1535 років боротьба за трон послабила Хандеш. Тому султану Міран Мубарак-хану II довелося прийняти заходи до відновлення впливу. Разом з тим спроба втрутитися у справи Гуджарату зазнало нищівної поразки. У 1561 році було надано підтримку Баз-Багадуру, султану Малави, якого було повалено Великими Моголами. У 1562 році в союзі з Берарським султанатом війська Хандешу відновили Баз-Багадура на троні. Втім того ж року останній зазнав остаточної поразки. В результаті цього Малавський султанат приєднано до Імперії Великих Моголів, а Хандеський султанат опинився на кордоні могольської імперії.
З огляду на послаблення сусідів султани Хандешу спробувати розширити свої володіння. Проте війна з Гуджаратом у 1570—1572 роках виявилася невдалою, лише послабила обидві сторони перед загрозою поглиненням Імперією Великих Моголів. У 1573 році могольськими військами було захоплено Гуджарат. З огляду на неможливість діяти на півночі правителі Хандешу звернулися на південь, де втрутилися у справи Берарського султанату, який воював з Ахмеднагарським султанатом. В результаті протистояння Хандеш зазнав важкої поразки від Ахмеднагару, вимушений був сплати велику купу грошей за умовами мирної угоди.
Невдалі війни призвели до послаблення влади султану в державі. Протягом 1576 року точилася запекла боротьба за трон. Новий султан Міран Аділ-хан IV у 1577 році визнав зверхність Великих Моголів. З цього моменту військові ресурси були застосовані для допомоги Великим Моголам у війні з Ахмеднагарським султанатом. У 1598—1599 роках султан Багадур-шах спробував зменшити вплив Великих Моголів у державі. У відповідь велике військо на чолі із падишахом Акбаром вдерлося до султанату, практично повністю підкоривши його до 1600 року. У 1601 році здалися останні фортеці й султанат припинив своє існування. Нащадками правителів Хандешу вважали себе набоби Аркоту.

## Державний устрій
Султану належав вища політична, військова та судова влада. З огляду на те, що тривалий час султанат перебував у залежності від сусідів зовнішня активність султана було дещо обмежена. Відповідно до ступеня залежності війська Хандешу підпорядковувалися сюзеренам під час великих військових кампаній.

## Економіка
Основу економіки з огляду на природні якості регіону Хандеш становили скотарство й дещо менше землеробство. Спочатку ремісничі майстерні виготовляли переважно вироби, необхідні для військовиків, скотарів та селян, торгівля була майже не розвинена, окрім внутрішньої.
Наприкінці 1480-х років зі зміцнення внутрішнього та зовнішнього становища налагоджується торгівля в більшість держав Індостану. Цьому сприяло вигідне положення Хандешу. Султани надавали численні пільги торговцям, спонукали зводити і обладнувати базари, поліпшувати торговельні шляхи. Водночас Хандеш стає потужним центром з виготовлення тонкого текстилю, чим уславився на весь Індостан.

## Культура
Хандеш відзначено своєрідною архітектурою, в якій поєдналися перські, індо-мусульманські та суто індуїстські стилі. Яскравими прикладами є старовинні будівлі та палаци в містах Бурханпур та Асер, гробниці хандеських султанів. При цьому написи тут створено арабською мовою та санскритом.
Володарі Хандешу були прихильниками суфізму, який здобув тут найбільшу підтримку серед мусульманських держав Середньовічної Індії. Столиця Бурханпур перетворився на навчальний центр з численними медресе, де були представлені течії Кадері, Четши, Шатахарі. Також султанами була зібрана велика бібліотека, де переважно були представлені мусульманські поети, письменники, філософи. У 1601 році її за наказом падишаха Акбара перевезено до Агри.
Столиця Хадешу також була осередком науковців, серед яких найзначущими були Мохаммед Хакім Гілані, Абд-аль-Латіф Монші Назіл аль-Харамайн.
Існувала власна своєрідна хандеська школа малювання, більшість зразків натепер втрачено.

## Султани
- Насір-хан Фарукі (1399—1437)
- Міран Аділ-хан I (1437—1441)
- Міран Мубарак-хан (1441—1457)
- Міран Аділ-хан II (1457—1501)
- Дауд-хан (1501—1508)
- Газні-хан (1508)
- Алам-хан (1508—1509)
- Міран Аділ-хан III (1509—1520)
- Міран Мухаммад-шах I (1520—1537)
- Міран Мубарак-шах (1537—1566)
- Міран Мухаммад-шах II (1566—1576)
- Хасан-хан (1576)
- Міран Аділ-хан IV (1576—1597)
- Багадур-шах (1597—1601)